# 31. pehotni polk (Italija)
31. pehotni polk Siena (izvirno italijansko 31º Reggimento fanteria) je bil pehotni polk Kraljeve italijanske kopenske vojske.

## Zgodovina
Med prvo svetovno vojno je bil polk nastanjen na soški fronti, medtem ko je bil polk med drugo svetovno vojno (1940-43) nastanjen v Franciji, v Grčiji in na Kreti.